# Kronos (formație)
Kronos este o formație de brutal death metal de origine franceză. Numele formației vine de la titanul Cronos, tatăl lui Zeus în mitologia greacă.

## Biografie
Kronos s-a format în 1994 în Thaon-les-Vosges, Franța, avându-i ca membrii pe Grams (14 ani), Marot (17 ani), Jeremy (17 ani) și Mike (13 ani).La început formația avea ca gen predominant un heavy-thrash-metal.Doi ani mai târziu, Tems (19 ani) îl înlocuiește pe Marot (chitară), iar Kristof (18 ani) se alătură formației.După această schimbare Kronos a început să cânte death metal și a înregistrat primul album demo numit Outrance.În 1999, Tom (20 ani) îl înlocuiește pe Jeremy și formația se orientează spre brutal death metal.Anul următor înregistrează un nou album demo numit Split Promo 2000 ce conține 4 piese.
Primul album mult așteptat, Titan's Awakening , este lansat în 2001.Prima ediție a albumului este produsă de însuși membrii formației.Kronos a început să primească critici pozitive, astfel membrii semnează primul contract cu Warpath Records, prima lor casă de discuri.O noua ediție a albumului Titan's Awakening este lansată la sfârșitul lui octombrie, în același an, cu un noua copertă proiectată de Deather (Angel Corpse, Gurkkhas, Vital Remains...). Richard (26 de ani) îl înlocuiește pe Tems și interpretează la chitara principală din 2003.Kronos semnează un contract pentru viitoarele două albume cu o nouă casă de discuri spaniolă Xtreem, administrată de Dave Rotten din formația Avulsed.Cel de-al doilea album a fost lansat în 2004 sub denumirea de Colossal Titan Strife.Formația a fost în turneu prin Europa în 2005 cu scopul de a promova noul album.Al treilea album a fost lansat în aprilie 2007 și este numit The Hellenic Terror.

## Versurile
Subiectul folosit în versuri este în mare parte despre mituri, legende și istorie.Subiecte istorice cu referire la civilizația romană, greacă și egipteană sau din Scandinavia; uneori chiar despre vechile regate ale barbarilor.

## Membrii

### Membrii actuali
- Chris (voce)
- Grams (chitară, voce)
- Richard (chitară)
- Tom (chitară bas și voce fundal)
- Mike (tobe)

### Membrii precedenți
- Tems (1996-2003) (chitară)
- Jérémy (1994-1999) (chitară bas)
- Marot (1994-1996) (chitară)
- Kristof(1994-2009) (voce)

## Discografie

### Albume de studio
- Titan's Awakening (2001)
- Colossal Titan Strife (2004)
- The Hellenic Terror (2007)

### Compilații
- Prelude To Awakening (2009)

### Demo
- Outrance (casetă) (1994)
- Split Promo 2000 cu None Divine (2000)